# Faleyras
Faleyras (Faleiràs en gascon) est une commune du Sud-Ouest de la France, située dans le département de la Gironde en région Nouvelle-Aquitaine.
Ses habitants sont appelés les Faleyracais.

## Géographie

### Localisation
La commune se trouve à 34 km au sud-est de Bordeaux, chef-lieu du département, à 29 km au nord de Langon, chef-lieu d'arrondissement et à 6 km au nord-est de Targon, ancien chef-lieu de canton.

### Communes limitrophes
Les communes limitrophes sont Romagne à l'est, Cessac au sud-est sur environ 200 m, Bellebat au sud, Targon au sud-ouest, Blésignac au nord-ouest, Dardenac au nord-nord-ouest et Daignac au nord sur environ 500 m.
| Blésignac | Dardenac Daignac |         |
|           | Faleyras         | Romagne |
| Targon    | Bellebat         | Cessac  |

### Climat
Pour des articles plus généraux, voir Climat de la Nouvelle-Aquitaine et Climat de la Gironde.
Historiquement, la commune est exposée à un climat océanique aquitain.  
En 2020, Météo-France publie une typologie des climats de la France métropolitaine dans laquelle la commune est exposée à un climat océanique et est dans la région climatique  Aquitaine, Gascogne, caractérisée par une pluviométrie abondante au printemps, modérée en automne, un faible ensoleillement au printemps, un été chaud (19,5 °C), des vents faibles, des brouillards fréquents en automne et en hiver et des orages fréquents en été (15 à 20 jours).
Pour la période 1971-2000, la température annuelle moyenne est de 12,7 °C, avec une amplitude thermique annuelle de 14,5 °C. Le cumul annuel moyen de précipitations est de 852 mm, avec 11,8 jours de précipitations en janvier et 6,8 jours en juillet. Pour la période 1991-2020, la température moyenne annuelle observée sur la station météorologique la plus proche, située sur la commune de Saint-Sulpice-de-Pommiers à 14 km à vol d'oiseau, est de 13,8 °C et le cumul annuel moyen de précipitations est de 764,8 mm,. Pour l'avenir, les paramètres climatiques de la commune estimés pour 2050 selon différents scénarios d'émission de gaz à effet de serre sont consultables sur un site dédié publié par Météo-France en novembre 2022.

## Urbanisme

### Typologie
Au 1er janvier 2024, Faleyras est catégorisée commune rurale à habitat dispersé, selon la nouvelle grille communale de densité à sept niveaux définie par l'Insee en 2022.
Elle est située hors unité urbaine. Par ailleurs la commune fait partie de l'aire d'attraction de Bordeaux, dont elle est une commune de la couronne,. Cette aire, qui regroupe 275 communes, est catégorisée dans les aires de 700 000 habitants ou plus (hors Paris),.

### Occupation des sols

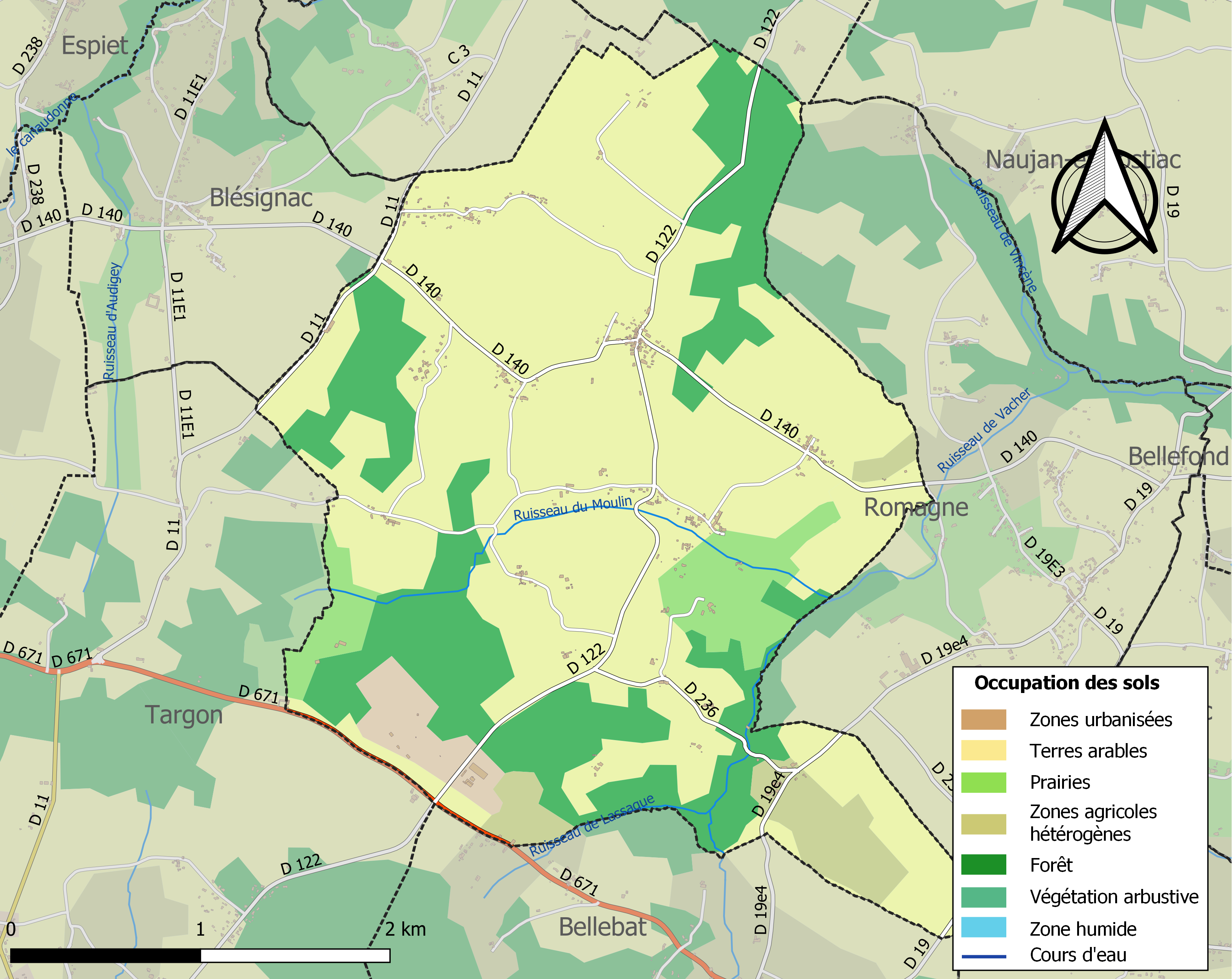
Carte des infrastructures et de l'occupation des sols de la commune en 2018 (CLC).

L'occupation des sols de la commune, telle qu'elle ressort de la base de données européenne d’occupation biophysique des sols Corine Land Cover (CLC), est marquée par l'importance des territoires agricoles (75,3 % en 2018), en augmentation par rapport à 1990 (73,8 %). La répartition détaillée en 2018 est la suivante : 
cultures permanentes (62,9 %), forêts (22,2 %), prairies (5,5 %), zones agricoles hétérogènes (4,5 %), espaces verts artificialisés, non agricoles (2,5 %), terres arables (2,5 %). L'évolution de l’occupation des sols de la commune et de ses infrastructures peut être observée sur les différentes représentations cartographiques du territoire : la carte de Cassini (XVIIIe siècle), la carte d'état-major (1820-1866) et les cartes ou photos aériennes de l'IGN pour la période actuelle (1950 à aujourd'hui).

### Voies de communication et transports
Les principales voies de communication routière, qui traversent le village, sont la route départementale D 122 qui mène, vers le nord, à Guillac et au-delà à Branne et, vers le sud, à Targon et la route départementale D 140 qui mène, vers l'ouest, à Blésignac et au-delà vers La Sauve et, vers l'est, vers Romagne et à Bellefond.
L'accès à l'autoroute A62 (Bordeaux-Toulouse) le plus proche est le no 2 de Podensac, qui se situe à 26 km vers le sud-ouest.

L'accès no 1 de Bazas à l'autoroute A65 (Langon-Pau) se situe à 43 km vers le sud.

L'accès le plus proche à l'autoroute A89 (Bordeaux-Lyon) est celui de l'échangeur autoroutier avec la route nationale 89, qui se situe à 17 km vers le nord-nord-ouest.
La gare SNCF la plus proche est celle, distante de 20 km par la route vers le nord-ouest, de Libourne sur la ligne TGV Atlantique Paris - Bordeaux, la ligne Intercités ligne Lyon - Bordeaux et le réseau TER Aquitaine.

Sur la ligne Bordeaux-Sète du TER Aquitaine, les gares les plus proches sont celles de Cérons et de Portets, toutes deux distantes de 22 km par la route, la première vers le sud-sud-ouest, la seconde vers le sud-ouest. Sur la même ligne mais offrant plus d'opportunités de liaisons, la gare de Langon se situe à 29 km par la route vers le sud.

### Risques majeurs
Le territoire de la commune de Faleyras est vulnérable à différents aléas naturels : météorologiques (tempête, orage, neige, grand froid, canicule ou sécheresse), inondations et séisme (sismicité faible). Un site publié par le BRGM permet d'évaluer simplement et rapidement les risques d'un bien localisé soit par son adresse soit par le numéro de sa parcelle.
La commune a été reconnue en état de catastrophe naturelle au titre des dommages causés par les inondations et coulées de boue survenues en 1982, 1983, 1995, 1999, 2000, 2009 et 2013,.

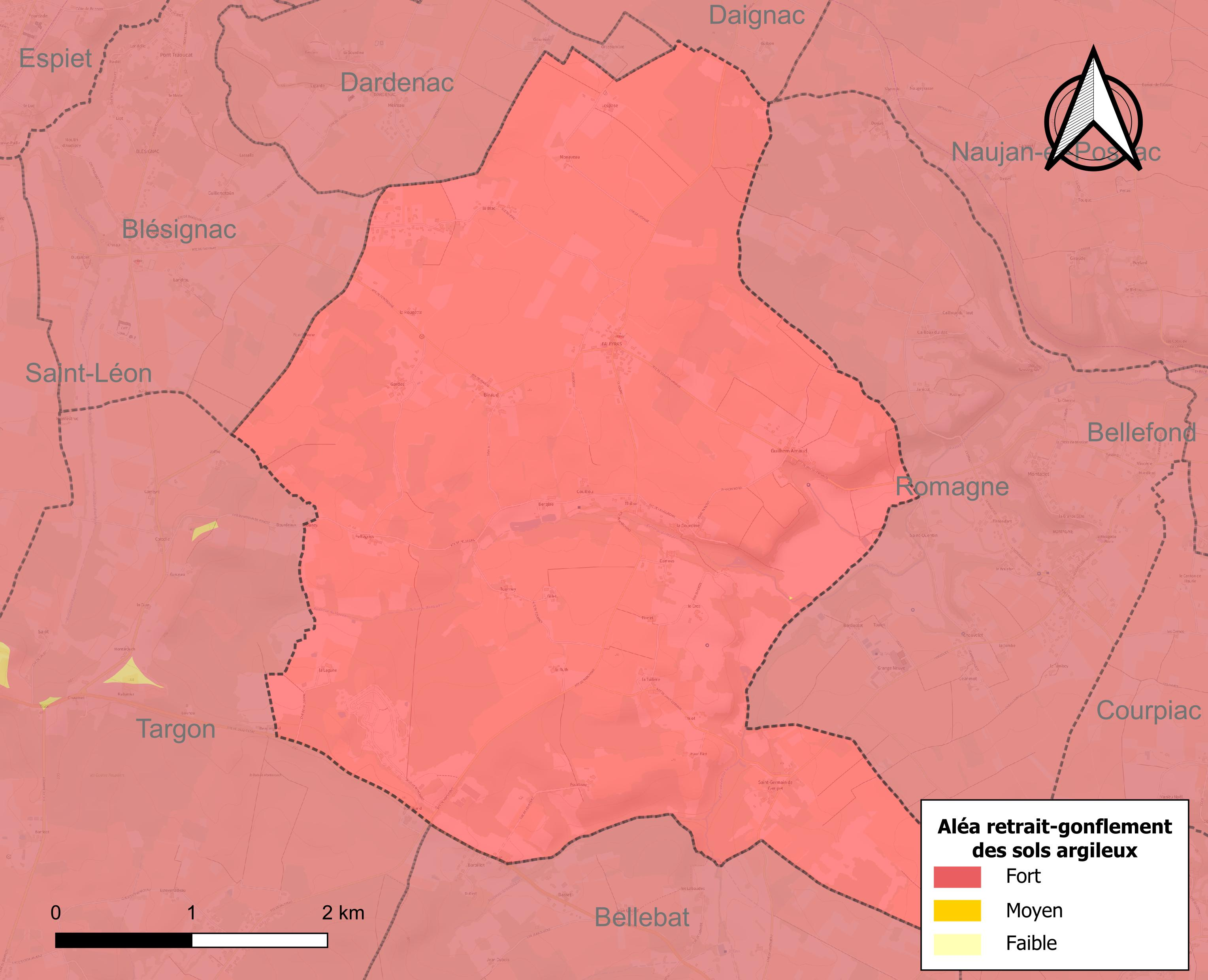
Carte des zones d'aléa retrait-gonflement des sols argileux de Faleyras.

Le retrait-gonflement des sols argileux est susceptible d'engendrer des dommages importants aux bâtiments en cas d’alternance de périodes de sécheresse et de pluie. La totalité de la commune est en aléa moyen ou fort (67,4 % au niveau départemental et 48,5 % au niveau national). Sur les 193 bâtiments dénombrés sur la commune en 2019, 193 sont en aléa moyen ou fort, soit 100 %, à comparer aux 84 % au niveau départemental et 54 % au niveau national. Une cartographie de l'exposition du territoire national au retrait gonflement des sols argileux est disponible sur le site du BRGM,.
Par ailleurs, afin de mieux appréhender le risque d’affaissement de terrain, l'inventaire national des cavités souterraines permet de localiser celles situées sur la commune.
Concernant les mouvements de terrains, la commune a été reconnue en état de catastrophe naturelle au titre des dommages causés par la sécheresse en 2005 et 2017 et par des mouvements de terrain en 1999.

## Histoire
À la Révolution, la paroisse Saint-Gervais de Faleyras et son annexe, Saint-Germain de Campet, forment la commune de Faleyras.

## Politique et administration
| Période                                  | Période  | Identité            | Étiquette | Qualité |
| ---------------------------------------- | -------- | ------------------- | --------- | ------- |
| 2001 ?                                   | 2020     | Josie Besse-Castant |           |         |
| 2020                                     | En cours | Lionel Solans       |           |         |
| Les données manquantes sont à compléter. |          |                     |           |         |

## Démographie
| 1793 | 1800 | 1806 | 1821 | 1831 | 1836 | 1841 | 1846 | 1851 |
| ---- | ---- | ---- | ---- | ---- | ---- | ---- | ---- | ---- |
| 529  | 498  | 487  | 488  | 464  | 486  | 466  | 465  | 463  |

| 1856 | 1861 | 1866 | 1872 | 1876 | 1881 | 1886 | 1891 | 1896 |
| ---- | ---- | ---- | ---- | ---- | ---- | ---- | ---- | ---- |
| 420  | 427  | 403  | 414  | 371  | 418  | 361  | 318  | 331  |

| 1901 | 1906 | 1911 | 1921 | 1926 | 1931 | 1936 | 1946 | 1954 |
| ---- | ---- | ---- | ---- | ---- | ---- | ---- | ---- | ---- |
| 358  | 380  | 385  | 377  | 375  | 381  | 345  | 361  | 350  |

| 1962 | 1968 | 1975 | 1982 | 1990 | 1999 | 2006 | 2011 | 2016 |
| ---- | ---- | ---- | ---- | ---- | ---- | ---- | ---- | ---- |
| 308  | 285  | 280  | 289  | 299  | 309  | 380  | 397  | 423  |

| 2021 | 2022 | - | - | - | - | - | - | - |
| ---- | ---- | - | - | - | - | - | - | - |
| 426  | 423  | - | - | - | - | - | - | - |

## Lieux et monuments
- L'église Saint-Gervais-Saint-Protais, construite au XIIe siècle et réaménagée au XVIe a vu sa façade ouest rebâtie au XVIIIe siècle ; elle est inscrite au titre des monuments historiques depuis 2001[26].
- Une croix de cimetière est également inscrite au titre des monuments historiques depuis 2001[27].

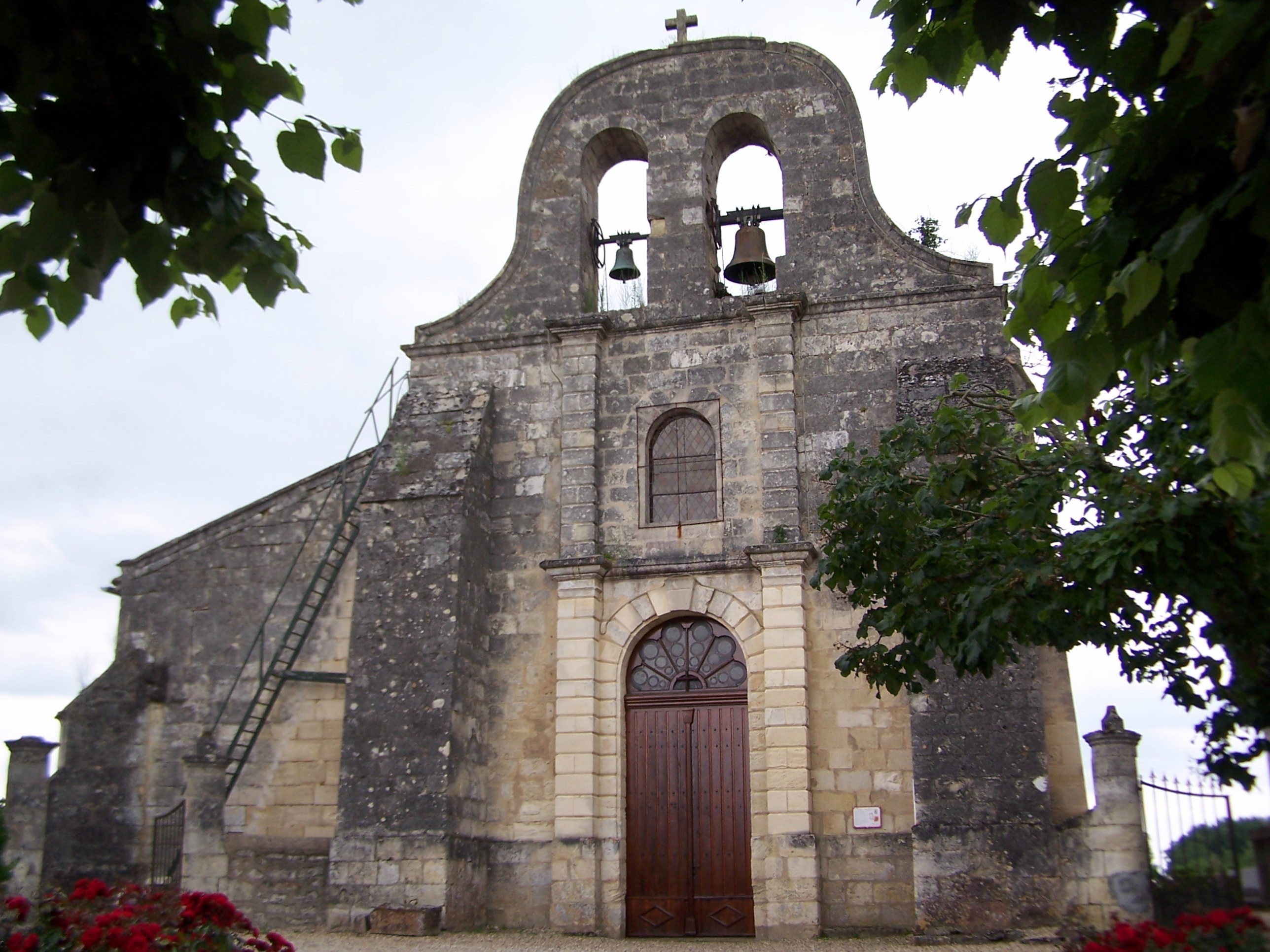
Façade ouest de l'église Saint-Gervais-Saint-Protais (juin 2013)
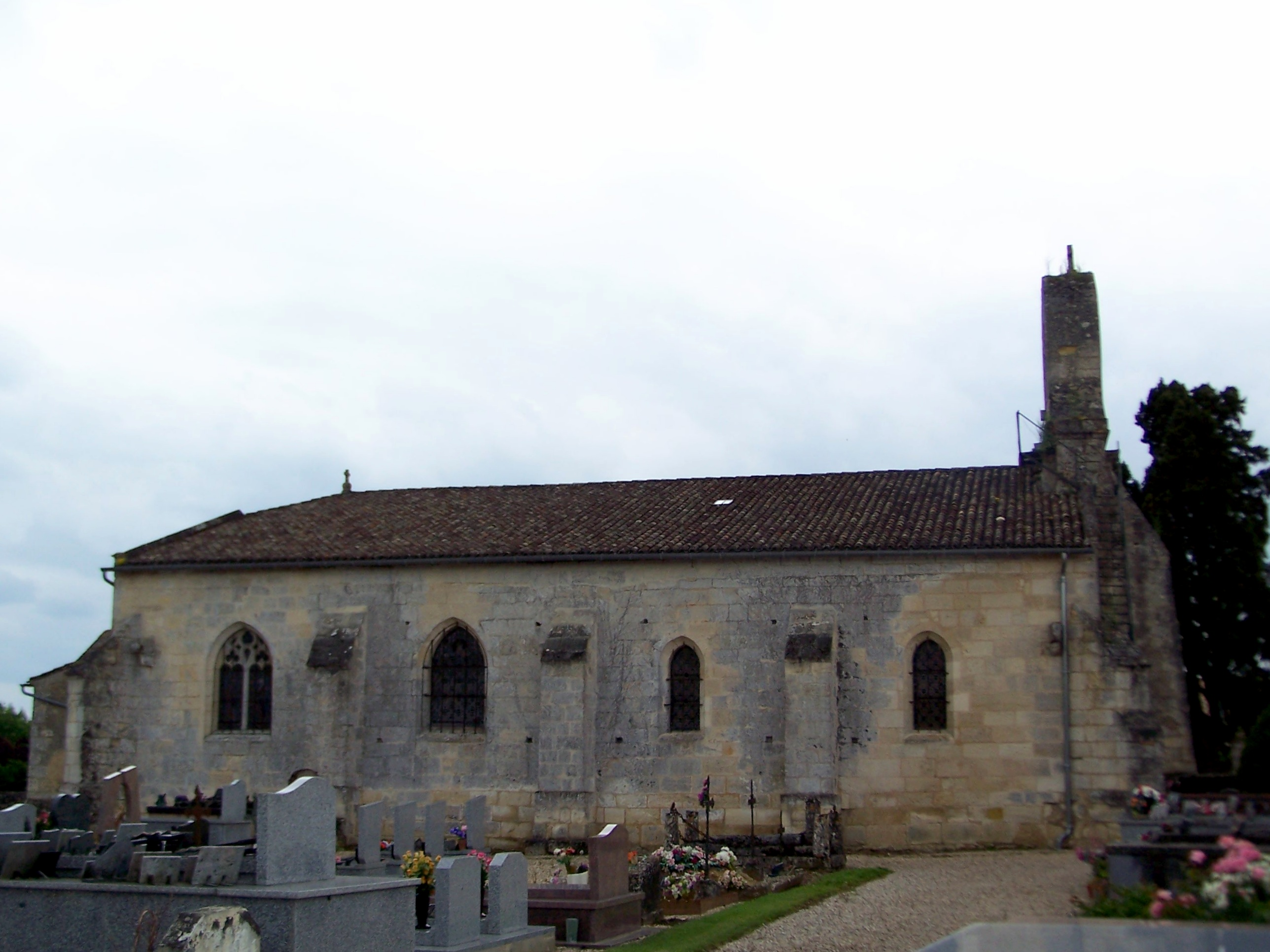
Façade nord de l'église (juin 2013)
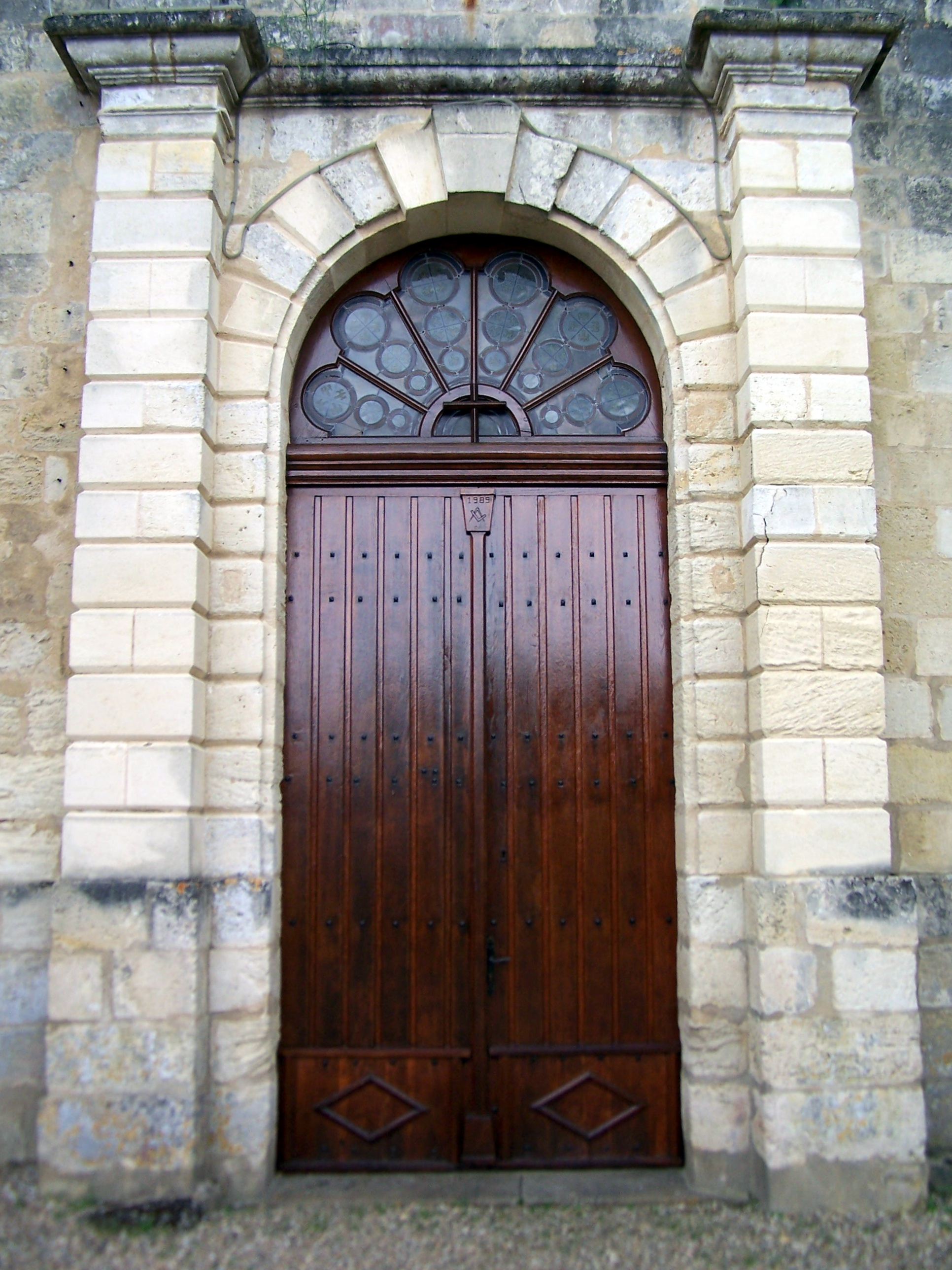
Le portail ouest (juin 2013)
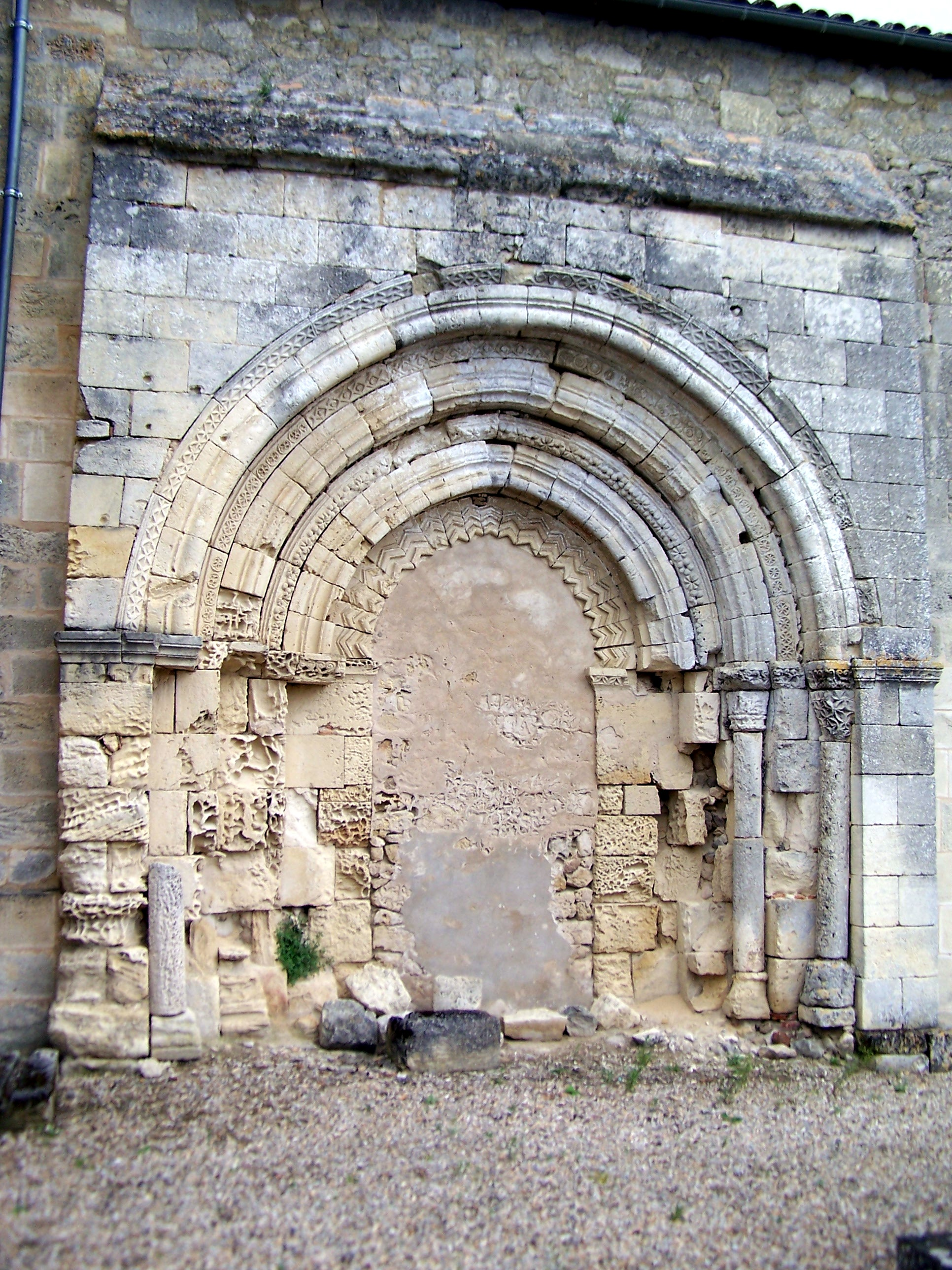
Portail sud condamné (juin 2013)
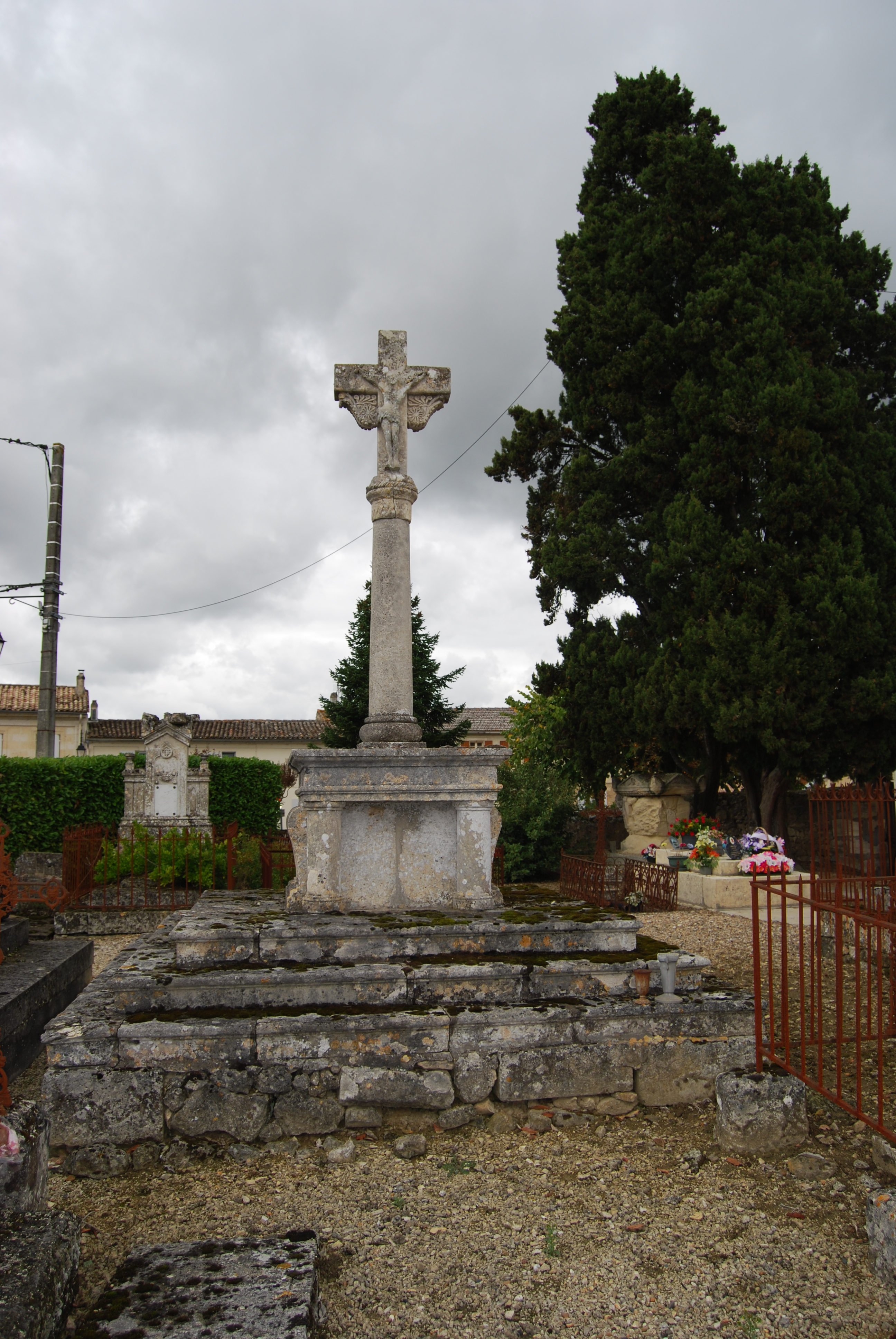
La croix de cimetière (oct 2012)
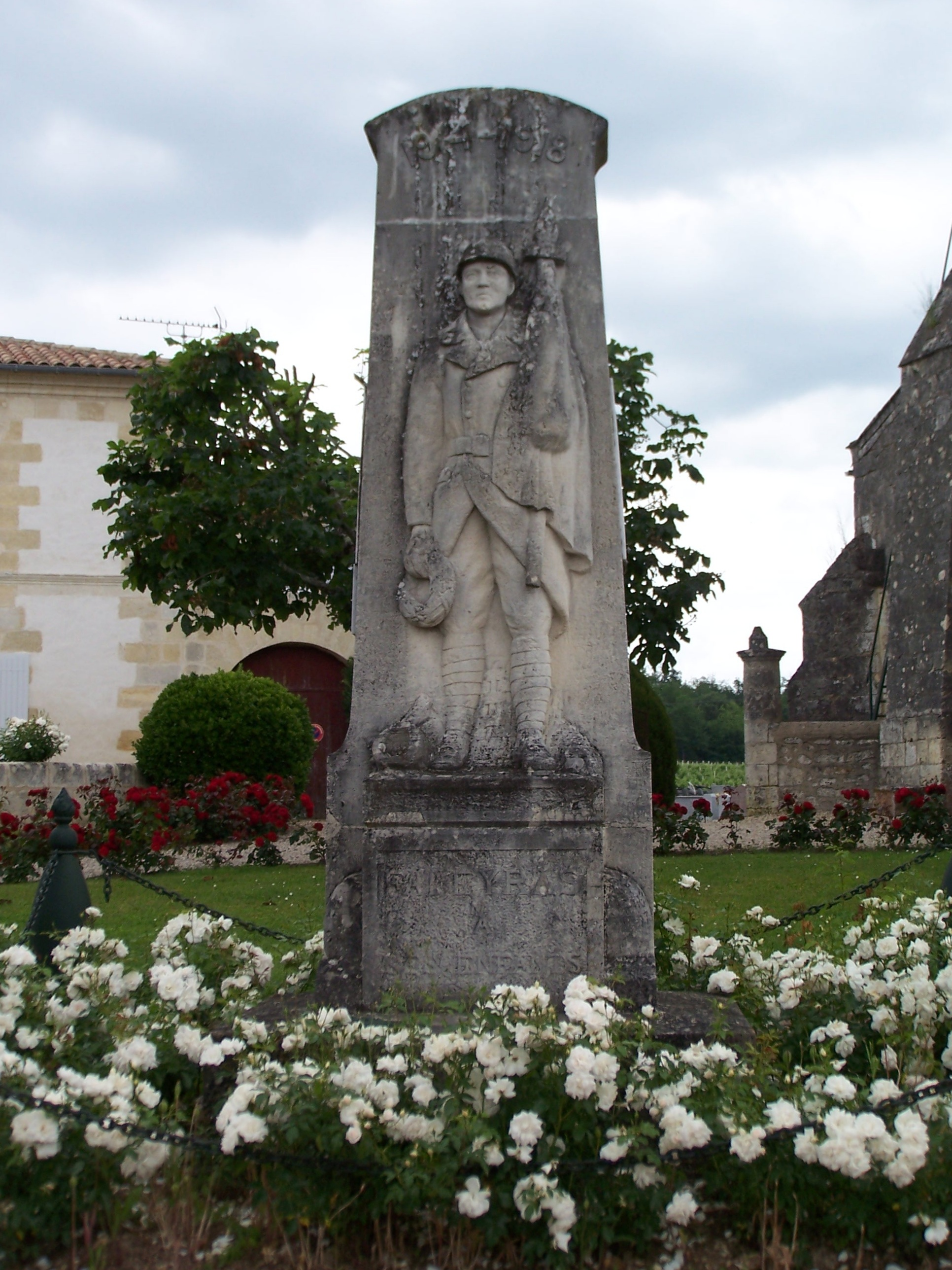
Le monument aux morts sur la place devant mairie et église (juin 2013)

## Vie locale

### Sports
Faleyras est connu pour son circuit de rallycross, utilisé pour le championnat de France de rallycross et des épreuves du championnat d'Europe en 1995, 1999 et 2002.